# Forêts pluviales des îles Salomon
Localisation
Les forêts pluviales des îles Salomon forment une écorégion définie par le fonds mondial pour la Nature (WWF). Elle couvre l'intégralité de l'archipel des îles Salomon, sur le territoire des Îles Salomon et de l'île Bougainville (Papouasie-Nouvelle-Guinée). Elle appartient à l'écozone australasienne et au biome des forêts décidues humides tropicales et subtropicales.